# Hongarije op de Olympische Zomerspelen 1988
Hongarije nam naar deel aan de Olympische Zomerspelen 1988 in Seoel, Zuid-Korea. Het Oost-Europese land eindigde op de drieëntwintigste plaats in het medailleklassement.

## Medailleoverzicht
| Sport            | Olympiër                                                                      | Discipline               | Medaille |
| ---------------- | ----------------------------------------------------------------------------- | ------------------------ | -------- |
| Gymnastiek       | Zsolt Borkai                                                                  | paard voltige (m)        | Goud     |
| Kanovaren        | Zsolt Gyulay                                                                  | K-1 500m (m)             | Goud     |
| Kanovaren        | Attila Ábrahám Ferenc Csipes Zsolt Gyulay Sándor Hódosi                       | K-4 1000m (m)            | Goud     |
| Moderne vijfkamp | János Martinek                                                                | individueel (m)          | Goud     |
| Moderne vijfkamp | János Martinek Attila Mizsér László Fábián                                    | team (m)                 | Goud     |
| Schermen         | Imre Bujdosó László Csongrádi Imre Gedővári György Nébald Bence Szabó         | sabel team (m)           | Goud     |
| Worstelen        | András Sike                                                                   | -57kg Grieks-Romeins (m) | Goud     |
| Zwemmen          | József Szabó                                                                  | 200m schoolslag (m)      | Goud     |
| Zwemmen          | Tamás Darnyi                                                                  | 200m wisselslag (m)      | Goud     |
| Zwemmen          | Tamás Darnyi                                                                  | 400m wisselslag (m)      | Goud     |
| Zwemmen          | Krisztina Egerszegi                                                           | 200m rugslag (v)         | Goud     |
| Gewichtheffen    | István Messzi                                                                 | -82,5kg (m)              | Zilver   |
| Gewichtheffen    | József Jacsó                                                                  | -110kg (m)               | Zilver   |
| Kanovaren        | Erika Géczi Rita Kőbán Erika Mészáros Éva Rakusz                              | K-4 500m (v)             | Zilver   |
| Worstelen        | Tibor Komáromi                                                                | -82kg Grieks-Romeins (m) | Zilver   |
| Zwemmen          | Károly Güttler                                                                | 100m schoolslag (m)      | Zilver   |
| Zwemmen          | Krisztina Egerszegi                                                           | 100m rugslag (v)         | Zilver   |
| Boksen           | Róbert Isaszegi                                                               | -48kg (m)                | Brons    |
| Kanovaren        | Attila Ábrahám Ferenc Csipes                                                  | K-2 500m (m)             | Brons    |
| Schermen         | István Busa Zsolt Érsek Róbert Gátai Pál Szekeres István Szelei               | floret team (m)          | Brons    |
| Schermen         | Zsuzsanna Jánosi Edit Kovács Gertrúd Stefanek Zsuzsanna Szőcs Katalin Tuschák | floret team (v)          | Brons    |
| Schietsport      | Attila Záhonyi                                                                | 50m geweer liggend       | Brons    |
| Schietsport      | Zoltán Kovács                                                                 | 25m snelvuurpistool      | Brons    |

## Deelnemers en resultaten per onderdeel

### Atletiek
| Olympiër                                               | Discipline               | Resultaat | Prestatie                                                                      |
| ------------------------------------------------------ | ------------------------ | --------- | ------------------------------------------------------------------------------ |
| György Fetter                                          | 100m (m)                 | 37e       | serie 7: 4de in 10,54 kwartfinale 4: 8ste in 10,55                             |
| Attila Kovács                                          | 100m (m)                 | 36e       | serie 2: 2de in 10,39 kwartfinale 2: 4de in 10,27 halve finale 2: 5de in 10,31 |
| István Tatár                                           | 100m (m)                 | 45e       | serie 4: 5de in 10,52 kwartfinale 5: 7de in 10,68                              |
| Attila Kovács                                          | 200m (m)                 | 28e       | serie 6: 3de in 20,98 kwartfinale 2: 5de in 21,19                              |
| György Bakos                                           | 110m horden (m)          | 32e       | serie 6: 4de in 13,94 kwartfinale 3: 8ste in 18,02                             |
| György Bakos Laszlo Karaffa István Tatar Attila Kovács | 4x100m (m)               | 8e        | serie 4: 1ste in 39,12 halve finale 2: 3de in 38,84 finale: 8ste in 39,19      |
| Sándor Urbanik                                         | 20km snelwandelen (m)    | 21e       | 1:23.18                                                                        |
| Sándor Urbanik                                         | 50km snelwandelen (m)    | DNF       | niet gefinisht                                                                 |
| Laszlo Szalma                                          | verspringen (m)          | 6e        | kwalificatie groep A: 4de met 7,92m finale: 6de met 8,00m                      |
| István Bagyula                                         | polsstokhoogspringen (m) | 7e        | kwalificatie groep B: 3de met 5,40m finale: 7de met 5,60m                      |
| Tibor Gécsek                                           | kogelslingeren (m)       | 6e        | kwalificatie groep A: 6de met 77,12m finale: 6de met 78,36m                    |
| Imre Szitás                                            | kogelslingeren (m)       | 7e        | kwalificatie groep A: 7de met 76,24m finale: 7de met 77,04m                    |
| József Vida                                            | kogelslingeren (m)       | 15e       | kwalificatie groep B: 8ste met 74,30m                                          |
| Dezső Szabó                                            | tienkamp (m)             | 13e       | 8093 punten                                                                    |
|                                                        |                          |           |                                                                                |
| Erika Fazekas-Veréb                                    | 10000m (v)               | DNF       | serie 2: niet gefinisht                                                        |
| Karolina Szabo                                         | marathon (v)             | 13e       | 2:32.26                                                                        |
| Zsuzsa Malovecz                                        | speerwerpen (v)          | 12e       | kwalificatie groep A: 4de met 64,30m finale: 12de met 54,58m                   |

### Boksen
| Olympiër        | Discipline  | Resultaat | Prestatie |
| --------------- | ----------- | --------- | --- |
| Róbert Isaszegi | -48kg (m)   | Brons     | 1ste ronde: vrij 2de ronde: W van GUY Moore: 5-0 3de ronde: W van IRQ Abboud: scheidsrechterlijke beslissing kwartfinale: W van THA Sasakul: 3-2 halve finale: V van USA Carbajal: 1-4 |
| János Váradi    | -51kg (m)   | 9e        | 1ste ronde: vrij 2de ronde: W van PHI Jalnaiz: 4-1 3de ronde: V van GDR Tews: 0-5 |
| László Szőke    | -57kg (m)   | 33e       | 1ste ronde: V van KEN Wanjau: 2-3 |
| István Turu     | -60kg (m)   | 9e        | 1ste ronde: vrij 2de ronde: W van CMR Bonatou: 5-0 3de ronde: V van MGL Enkhbat: scheidsrechterlijke beslissing                                                                        |
| Lóránt Szabó    | -63,5kg (m) | 17e       | 1ste ronde: W van PUR Pérez: 3-2 2de ronde: V van FRG Gies: 0-5 |
| Imre Bácskai    | -67kg (m)   | 17e       | 1ste ronde: vrij 2de ronde: V van FRA Boudouani: 1-4 |
| Zoltán Füzesy   | -75kg (m)   | 5e        | 1ste ronde: vrij 2de ronde: W van ALG Dine: 5-0 3de ronde: W van FIN Hukkanen: 5-0 kwartfinale: V van PAK Syed: 2-3                                                                    |
| Lajos Erős      | -81kg (m)   | 5e        | 1ste ronde: vrij 2de ronde: W van PUR Adams: 4-1 kwartfinale: V van USA Maynard: 0-5                                                                                                   |
| Gyula Alvics    | -91kg (m)   | 5e        | 1ste ronde: W van ESP Ortega: 5-0 2de ronde: W van CAN Glesby: scheidsrechterlijke beslissing kwartfinale: V van NED Vanderlyde: 0-5                                                   |

### Gewichtheffen
| Olympiër        | Discipline  | Resultaat | Prestatie                                                      |
| --------------- | ----------- | --------- | -------------------------------------------------------------- |
| Bela Olah       | -52kg (m)   | 7e        | trekken: 7de met 107,5kg stoten: 6de met 130kg totaal: 237,5kg |
| István Kerek    | -67,5kg (m) | 7e        | trekken: 7de met 132,5kg stoten: 7de met 170kg totaal: 302,5kg |
| Kálmán Csengeri | -75kg (m)   | DSQ       | gediskwalificeerd                                              |
| László Barsi    | -82,5kg (m) | DNF       | trekken: 4de met 162,5kg stoten: geen geldige poging           |
| István Messzi   | -82,5kg (m) | Zilver    | trekken: 1ste met 170kg stoten: 3de met 200kg totaal: 370kg    |
| Attila Buda     | -90kg (m)   | 5e        | trekken: 4de met 175kg stoten: 10de met 185kg totaal: 360kg    |
| Zoltán Balázsfi | -90kg (m)   | 9e        | trekken: 6de met 160kg stoten: 10de met 185kg totaal: 345kg    |
| János Bökfi     | -100kg (m)  | 5e        | trekken: 3de met 180kg stoten: 7de met 212,5kg totaal: 402,5kg |
| Andor Szanyi    | -100kg (m)  | DSQ       | gediskwalificeerd                                              |
| József Jacsó    | -52kg (m)   | Zilver    | trekken: 2de met 190kg stoten: 2de met 237,5kg totaal: 427,5kg |

### Gymnastiek
| Olympiër                                                                           | Discipline               | Resultaat | Prestatie                                                              |
| Ritmisch                                                                           | Ritmisch                 | Ritmisch  | Ritmisch                                                               |
| ---------------------------------------------------------------------------------- | ------------------------ | --------- | ---------------------------------------------------------------------- |
| Nóra Érfalvy                                                                       | individuele meerkamp (v) | 17e       | kwalificatie: 20ste met 38,45 punten finale: 17de met 57,925 punten    |
| Andrea Sinko                                                                       | individuele meerkamp (v) | 6e        | kwalificatie: 5de met 39,05 punten finale: 6de met 58,775 punten       |
| Turnen                                                                             |                          |           |                                                                        |
| Zsolt Borkai                                                                       | paard voltige (m)        | 8e        | kwalificatie: 1ste met 19,90 punten finale: 1ste met 19,95 punten      |
| Gyorgy Guczoghy                                                                    | ringen (m)               | 8e        | kwalificatie: 8ste met 19,75 punten finale: 8ste met 19,700 punten     |
| Zsolt Borkai                                                                       | individuele meerkamp (m) | 43e       | kwalificatie: 43ste met 115,40 punten                                  |
| Csaba Fajkusz                                                                      | individuele meerkamp (m) | 14e       | kwalificatie: 21ste met 116,75 punten finale: 14de met 117,325 punten  |
| Gyorgy Guczoghy                                                                    | individuele meerkamp (m) | 8e        | kwalificatie: 13de met 117,25 punten finale: 8ste met 117,675 punten   |
| Zsolt Horváth                                                                      | individuele meerkamp (m) | 28e       | kwalificatie: 41ste met 115,50 punten finale: 28ste met 116,400 punten |
| Jenő Paprika                                                                       | individuele meerkamp (m) | 55e       | kwalificatie: 55ste met 114,70 punten                                  |
| Balázs Tóth                                                                        | individuele meerkamp (m) | 89e       | kwalificatie: 89ste met 77,05 punten                                   |
| Zsolt Borkai Csaba Fajkusz Gyorgy Guczoghy Zsolt Horváth Jenő Paprika Balázs Tóth  | meerkamp team (m)        | 6e        | 582,30 punten                                                          |
|                                                                                    |                          |           |                                                                        |
| Beáta Storczer                                                                     | vloer (v)                | 47e       | kwalificatie: 8ste met 19,75 punten finale: 5de met 19,675 punten      |
| Zsuzsa Csisztu                                                                     | individuele meerkamp (v) | 47e       | kwalificatie: 47ste met 76,775 punten                                  |
| Andrea Ladányi                                                                     | individuele meerkamp (v) | 27e       | kwalificatie: 35ste met 77,25 punten finale: 27ste met 77,287 punten   |
| Ágnes Miskó                                                                        | individuele meerkamp (v) | 88e       | kwalificatie: 87ste met 38,15 punten                                   |
| Zsuzsa Miskó                                                                       | individuele meerkamp (v) | 56e       | kwalificatie: 56ste met 76,275 punten                                  |
| Eszter Óváry                                                                       | individuele meerkamp (v) | 19e       | kwalificatie: 26ste met 77,50 punten finale: 19de met 77,675 punten    |
| Beáta Storczer                                                                     | individuele meerkamp (v) | 23e       | kwalificatie: 35ste met 77,25 punten finale: 23ste met 77,400 punten   |
| Zsuzsa Csisztu Andrea Ladányi Ágnes Miskó Zsuzsa Miskó Eszter Óváry Beáta Storczer | meerkamp team (v)        | 8e        | 385,625 punten                                                         |

### Handbal
| Olympiër | Discipline | Resultaat | Prestatie |
| --- | ---------- | --------- | --- |
| Imre Bíró József Bordás Ottó Csicsay János Fodor János Gyurka László Hoffmann Mihály Iváncsik Mihály Kovács Péter Kovács László Marosi Tibor Oross Jakab Sibalin László Szabó Géza Tóth | mannen     | 4e        | groep B: 2de V van Zuid-Korea: 20-22 V van Tsjecho-Slowakije: 16-19 W van Japan: 22-19 W van Spanje: 26-16 W van DDR: 18-17 bronzen finale: V van Joegoslavië: 23-27 |

| Groep B |                   |             |             |             |             |            |            |            |        |
| #       | Land              | Wedstrijden | Wedstrijden | Wedstrijden | Wedstrijden | Doelpunten | Doelpunten | Doelpunten | Punten |
| #       | Land              | G           | W           | G           | V           | V          | T          | Saldo      | Punten |
| 1       | Zuid-Korea        | 5           | 4           | 0           | 1           | 127        | 117        | +10        | 8      |
| 2       | Hongarije         | 5           | 3           | 0           | 2           | 102        | 93         | +9         | 6      |
| 3       | Tsjecho-Slowakije | 5           | 3           | 0           | 2           | 109        | 103        | +6         | 6      |
| 4       | DDR               | 5           | 3           | 0           | 2           | 109        | 100        | +9         | 6      |
| 5       | Spanje            | 5           | 2           | 0           | 3           | 101        | 106        | -5         | 4      |
| 6       | Japan             | 5           | 0           | 0           | 5           | 97         | 126        | -29        | 0      |

| Ronde          | Datum     | Plaats    | Land        | Score             | Land      |
| -------------- | --------- | --------- | ----------- | ----------------- | --------- |
| Groepsfase     |           |           |             |                   |           |
| 20 september   | Seoel     | Hongarije | 20-22       | Zuid-Korea        |           |
| 22 september   | Seoel     | Hongarije | 16-19       | Tsjecho-Slowakije |           |
| 24 september   | Seoel     | Hongarije | 22-19       | Japan             |           |
| 26 september   | Seoel     | Hongarije | 26-16       | Spanje            |           |
| 28 september   | Seoel     | Hongarije | 18-17       | DDR               |           |
| Bronzen finale | 1 oktober | Seoel     | Joegoslavië | 27-23             | Hongarije |

### Judo
| Olympiër          | Discipline | Resultaat | Prestatie |
| ----------------- | ---------- | --------- | --------- |
| József Csák       | -60kg (m)  | 12e       |           |
| Tamás Bujkó       | -65kg (m)  | 5e        |           |
| Bertalan Hajtós   | -71kg (m)  | 5e        |           |
| Károly Németh     | -78kg (m)  | 34e       |           |
| János Gyáni       | -86kg (m)  | 11e       |           |
| István Varga      | -95kg (m)  | 12e       |           |
| István Dubrovszky | +95kg (m)  | 5e        |           |

### Kanovaren
| Olympiër                                                | Discipline    | Resultaat | Prestatie                                                                                                  |
| ------------------------------------------------------- | ------------- | --------- | --- |
| Attila Szabó                                            | C-1 500m (m)  | 4e        | serie 3: 1ste in 1.54,83 halve finale 3: 2de in 1.55,72 finale: 4de in 1.59,87                             |
| Imre Pulai                                              | C-1 1000m (m) | 6e        | serie 2: 5de in 4.12,18 herkansingen: 2de in 4.20,50 halve finale 2: 3de in 4.10,79 finale: 6de in 4.21,86 |
| János Sarusi Kis István Vaskuti                         | C-2 500m (m)  | 6e        | serie 3: 3de in 1.43,16 halve finale 1: 1ste in 1.45,91 finale: 6de in 1.44,85                             |
| Gábor Takács Gusztáv Leikep                             | C-2 1000m (m) | 7e        | serie 3: 3de in 3.45,50 halve finale 1: 3de in 3.59,08 finale: 7de in 4.04,18                              |
| Zsolt Gyulay                                            | K-1 500m (m)  | Goud      | serie 1: 1ste in 1.41,24 halve finale 1: 1ste in 1.41,52 finale: 1ste in 1.44,82                           |
| Ferenc Cspies                                           | K-1 1000m (m) | 9e        | serie 2: 1ste in 3.41,87 halve finale 2: 2de in 3.40,17 finale: 9de in 4.00,30                             |
| Attila Ábrahám Ferenc Csipes                            | K-2 500m (m)  | Brons     | serie 2: 1ste in 1.32,83 halve finale 2: 1ste in 1.34,00 finale: 3de in 1.34,32                            |
| Tibor Helyi András Rajna                                | K-2 1000m (m) | 9e        | serie 3: 3de in 3.26,00 halve finale 2: 2de in 3.24,24 finale: 9de in 3.43,43                              |
| Zsolt Gyulay Ferenc Csipes Sándor Hódosi Attila Ábrahám | K-4 1000m (m) | Goud      | serie 1: 1ste in 2.58,54 halve finale 1: 1ste in 3.07,16 finale: 1ste in 3.00,20                           |
|                                                         |               |           | |
| Rita Kőbán                                              | K-1 500m (v)  | 4e        | serie 3: 1ste in 1.57,04 halve finale 2: 2de in 1.57,03 finale: 4de in 1.57,58                             |
| Erika Mészáros Éva Rakusz                               | K-2 500m (v)  | 4e        | serie 1: 3de in 1.46,54 halve finale 2: 1ste in 1.48,94 finale: 4de in 1.46,58                             |
| Erika Géczi Erika Mészáros Éva Rakusz Rita Kőbán        | K-4 500m (v)  | Zilver    | serie 2: 1ste in 1.36,48 finale: 2de in 1.41,88                                                            |

### Moderne vijfkamp
| Olympiër                                   | Discipline      | Resultaat | Prestatie    |
| ------------------------------------------ | --------------- | --------- | ------------ |
| László Fábián                              | individueel (m) | 7e        | 5201 punten  |
| János Martinek                             | individueel (m) | Goud      | 5404 punten  |
| Attila Mizsér                              | individueel (m) | 4e        | 5281 punten  |
| László Fábián János Martinek Attila Mizsér | team (m)        | Goud      | 15886 punten |

### Roeien
| Olympiër                                                 | Discipline      | Resultaat | Prestatie                                                                       |
| -------------------------------------------------------- | --------------- | --------- | ------------------------------------------------------------------------------- |
| Ferenc Dózsa Ferenc Hompóth Gábor Mitring Zoltán Molnár  | dubbel-vier (m) | 10e       | serie 1: 3de in 5.51,75 halve finale 1: 6de in 5.58,23 finale B: 4de in 5.58,37 |
|                                                          |                 |           |                                                                                 |
| Erika Bertényi Ildikó Cserey Anikó Kapócs Katalin Sarlós | dubbel-vier (v) | 8e        | serie 2: 5de in 6.47,13 herkansingen: 4de in 6.41,24 finale B: 2de in 6.40,91   |

### Schermen
| Olympiër                                                                         | Discipline      | Resultaat | Prestatie |
| -------------------------------------------------------------------------------- | --------------- | --------- | --- |
| Ernő Kolczonay                                                                   | degen (m)       | 10e       | 1ste ronde groep 7: 3de met 2 overwinningen kwartfinale 11: 1ste met 3 overwinningen halve finale 8: 4de met 2 overwinningen |
| Szabolcs Pásztor                                                                 | degen (m)       | 36e       | 1ste ronde groep 8: 1ste met 3 overwinningen kwartfinale 7: 2de met 3 overwinningen halve finale 4: 5de met 1 overwinning    |
| Zoltán Székely                                                                   | degen (m)       | 20e       | 1ste ronde groep 1: 2de met 3 overwinningen kwartfinale 9: 1ste met 3 overwinningen halve finale 6: 3de met 3 overwinningen  |
| László Fábián Ferenc Hegedűs Ernő Kolczonay Szabolcs Pásztor Zoltán Székely      | degen team (m)  | 6e        | 1ste ronde groep 6: 1ste met 2 overwinningen                                                                                 |
| Zsolt Érsek                                                                      | floret (m)      | 5e        | 1ste ronde groep 4: 2de met 3 overwinningen kwartfinale 3: 1ste met 4 overwinningen halve finale 8: 1ste met 4 overwinningen |
| Róbert Gátai                                                                     | floret (m)      | 14e       | 1ste ronde groep 8: 2de met 4 overwinningen kwartfinale 8: 1ste met 4 overwinningen halve finale 4: 1ste met 3 overwinningen |
| Pál Szekeres                                                                     | floret (m)      | 28e       | 1ste ronde groep 9: 3de met 3 overwinningen kwartfinale 1: 2de met 3 overwinningen halve finale 3: 3de met 2 overwinningen   |
| Zsolt Érsek Pál Szekeres István Szelei István Busa Róbert Gátai                  | floret team (m) | Brons     | 1ste ronde groep 4: 2de met 2 overwinningen                                                                                  |
| Imre Bujdosó                                                                     | sabel (m)       | 19e       | 1ste ronde groep 1: 1ste met 6 overwinningen kwartfinale 2: 3de met 3 overwinningen halve finale 1: 5de met 2 overwinningen  |
| Imre Gedővári                                                                    | sabel (m)       | 15e       | 1ste ronde groep 3: 2de met 5 overwinningen kwartfinale 5: 2de met 2 overwinningen halve finale 4: 1ste met 4 overwinningen  |
| György Nébald                                                                    | sabel (m)       | 5e        | 1ste ronde groep 4: 2de met 5 overwinningen kwartfinale 6: 1ste met 4 overwinningen halve finale 3: 2de met 3 overwinningen  |
| György Nébald Bence Szabó Imre Bujdosó Imre Gedővári László Csongrádi            | sabel team (m)  | Goud      | 1ste ronde groep 1: 1ste met 2 overwinningen finale: 1ste                                                                    |
|                                                                                  |                 |           | |
| Edit Kovács                                                                      | floret (m)      | 16e       | 1ste ronde groep 1: 4de met 2 overwinningen kwartfinale 5: 4de met 2 overwinningen halve finale 1: 3de met 2 overwinningen   |
| Zsuzsa Némethné Jánosi                                                           | floret (m)      | 4e        | 1ste ronde groep 2: 2de met 3 overwinningen kwartfinale 3: 3de met 3 overwinningen halve finale 3: 4de met 3 overwinningen   |
| Gertrúd Stefanek                                                                 | floret (m)      | 6e        | 1ste ronde groep 7: 2de met 2 overwinningen kwartfinale 4: 2de met 4 overwinningen halve finale 4: 1ste met 4 overwinningen  |
| Zsuzsa Némethné Jánosi Gertrúd Stefanek Zsuzsa Szőcs Katalin Tuschák Edit Kovács | floret team (v) | Brons     | 1ste ronde groep 2: 1ste met 2 overwinningen finale: 3de                                                                     |

### Schietsport
| Olympiër          | Discipline                 | Resultaat | Prestatie                                                                             |
| ----------------- | -------------------------- | --------- | ------------------------------------------------------------------------------------- |
| Olivér Gáspár     | 10m luchtgeweer (m)        | 9e        | kwalificatie: 9de met 590 punten (97-99-99-99-97-99)                                  |
| Attila Zahonyi    | 10m luchtgeweer (m)        | 6e        | kwalificatie: 7de met 591 punten (96-100-100-100-98-97) finale: 6de met 691,4 punten  |
| Sándor Bereczky   | 50m geweer 3 houdingen (m) | 32e       | kwalificatie: 32ste met 1160 punten (398-372-390)                                     |
| Attila Zahonyi    | 50m geweer 3 houdingen (m) | 11e       | kwalificatie: 11de met 1170 punten (398-387-385)                                      |
| Sándor Bereczky   | 50m geweer liggend (m)     | 32e       | kwalificatie: 45ste met 589 punten (99-99-95-97-100-99)                               |
| Attila Zahonyi    | 50m geweer liggend (m)     | Brons     | kwalificatie: 5de met 597 punten (100-100-98-99-100-100) finale: 3de met 701,9 punten |
| Gyula Karácsony   | 50m pistool (m)            | 6e        | kwalificatie: 5de met 564 punten (97-93-94-95-96-89) finale: 6de met 654 punten       |
| Zoltán Papanitz   | 50m pistool (m)            | 10e       | kwalificatie: 10de met 559 punten (97-88-96-94-91-93)                                 |
| László Balogh     | 25m snelvuurpistool (m)    | 9e        | kwalificatie: 9de met 591 punten (295-296)                                            |
| Zoltán Kovács     | 25m snelvuurpistool (m)    | Brons     | kwalificatie: 6de met 594 punten (296-298) finale: 3de met 693 punten                 |
| Zoltán Papanitz   | 10m luchtpistool (m)       | 38e       | kwalificatie: 38ste met 567 punten (95-87-94-97-97-97)                                |
| Tamás Tóth        | 10m luchtpistool (m)       | 31e       | kwalificatie: 31ste met 572 punten (95-95-99-93-92-98)                                |
| Andras Doleschall | 50m bewegend doel (m)      | 5e        | kwalificatie: 5de met 588 punten (296-292)                                            |
| Attila Solti      | 50m bewegend doel (m)      | 6e        | kwalificatie: 6de met 588 punten (296-292)                                            |
|                   |                            |           |                                                                                       |
| Eva Forian        | 10m luchtgeweer (v)        | 11e       | kwalificatie: 11de met 392 punten (98-97-98-99)                                       |
| Éva Joó           | 10m luchtgeweer (v)        | 12e       | kwalificatie: 12de met 391 punten (98-98-97-98)                                       |
| Eva Forian        | 50m geweer 3 houdingen (v) | 26e       | kwalificatie: 26ste met 573 punten (198-186-189)                                      |
| Éva Joó           | 50m geweer 3 houdingen (v) | 20e       | kwalificatie: 20ste met 576 punten (198-189-189)                                      |
| Ágnes Ferencz     | 25m pistool (v)            | 5e        | kwalificatie: 7de met 585 punten (287-298) finale: 5de met 685 punten                 |
| Anna Gonczi       | 25m pistool (v)            | 28e       | kwalificatie: 28ste met 575 punten (284-291)                                          |
| Ágnes Ferencz     | 10m luchtpistool (v)       | 27e       | kwalificatie: 27ste met 372 punten (93-96-91-92)                                      |
| Anna Gonczi       | 10m luchtpistool (v)       | 16e       | kwalificatie: 16de met 377 punten (96-95-94-92)                                       |
|                   |                            |           |                                                                                       |
| Zoltán Bodó       | trap                       | 43e       | kwalificatie: 43ste met 135 punten                                                    |

### Schoonspringen
| Olympiër       | Discipline    | Resultaat | Prestatie                                                        |
| -------------- | ------------- | --------- | ---------------------------------------------------------------- |
| Ágnes Gerlach  | 3m plank (v)  | 25e       | voorronde: 25ste met 355,14 punten                               |
| Katalin Haász  | 3m plank (v)  | 22e       | voorronde: 22ste met 378,27 punten                               |
| Ildikó Kelemen | 10m toren (v) | 11e       | voorronde: 12de met 355,17 punten finale: 11de met 322,59 punten |

### Tafeltennis
| Olympiër                    | Discipline     | Resultaat | Prestatie |
| --------------------------- | -------------- | --------- | --- |
| Zsolt Harczi                | enkelspel (m)  | 33e       | groep C: 5de V van AUT Ding: 0-3 V van HKG Lo: 0-3 W van TPE Wu: 3-1 V van CHN Chen: 0-3 V van NGR Bankole: 2-3 W van IRQ Hussain: 3-0 W van MRI Choy: 3-0 |
| Tibor Klampár               | enkelspel (m)  | 4e        | groep A: 2de V van CHN Jiang: 1-3 W van FRA Gatien: 3-2 V van GBR Cooke: 3-1 W van BEL Saive: 3-2 W van USA O'Neill: 3-0 W van BRA Issamu: 3-0 W van TUN Lofti: 3-0 2de ronde: W van AUT Yi: 3-1 (21-6, 21-14, 16-21, 21-11) kwartfinale: W van CHN Chen: 3-2 (21-19, 7-21, 11-21, 21-19, 21-19) halve finale: V van KOR Kim: 0-3 (18-21, 9-21, 14-21) bronzen finale: V van SWE: 1-3 (21-14, 17-21, 17-21, 16-21) |
| Tibor Klampár Zsolt Kriston | dubbelspel (m) | 17e       | groep A: 5de V van SWE Lindh/Persson: 0-2 W van JPN Miyazaki/Ono: 2-1 V van GBR Cooke/Prean: 0-2 V van CHN Chen/Wei: 1-2 W van IND Ghorpade/Mehta: 2-1 W van HKG Man/Ming: 2-0 W van TUN Beltaief/Sta: 2-1 |
|                             |                |           | |
| Csilla Bátorfi              | enkelspel (v)  | 25e       | groep H: 4de W van KOR Hong: 3-1 V van FRG Nemes: 2-3 V van NED Hooman-Kloppenburg: 2-3 W van CHI Díaz: 3-0 W van NGR Akanmu: 3-0 |
| Edit Urbán                  | enkelspel (v)  | 9e        | groep A: 2de W van CAN Domonkos: 3-1 V van CHN Jiao: 1-3 W van URS Kovtun: 3-0 W van USA Gee: 3-0 W van DOM Alejo: 3-0 2de ronde: V van NED Vriesekoop: 2-3 (7-21, 21-19, 15-21, 21-18, 18-21) |
| Csilla Bátorfi Edit Urbán   | dubbelspel (m) | 8e        | groep A: 4de V van KOR Yang/Hyun: 0-2 V van URS Boulatova/Kovtoun: 1-2 V van YUG Fazlić/Perkučin: 0-2 W van AUS Tepper/Bisiach: 2-1 W van TPE Hsiu-Yu/Li-ju: 2-1 W van HKG Ka Sha/So Hung: 2-0 W van NGR Owolabi/Akanmu: 2-0 kwartfinale: V van CHN Jiao/Chen: 0-8 (10-21, 14-21) |

### Tennis
| Olympiër                     | Discipline     | Resultaat | Prestatie |
| ---------------------------- | -------------- | --------- | --- |
| Gábor Köves László Markovits | dubbelspel (m) | 33e       | 1ste ronde: W van MEX Lavalle/Moreno: 3-6, 6-3, 6-7(10), 6-4, 6-4 2de ronde: V van USA Flach/Seguso: 4-6, 4-6, 4-6 |

### Waterpolo
| Olympiër | Discipline | Resultaat | Prestatie |
| --- | ---------- | --------- | --- |
| Péter Kuna Gábor Bujka Gábor Schmiedt Zsolt Petőváry István Pintér Tibor Keszthelyi Balázs Vincze Zoltán Mohi Tibor Pardi László Tóth András Gyöngyösi Zoltán Kósz Imre Tóth | mannen     | 5e        | groep B: 4de W van Griekenland: 12-10 V van Joegoslavië: 9-10 G van Spanje: 6-6 W van China: 14-7 V van Verenigde Staten: 9-10 groep 5-8ste plek: 1ste G van Italië: 9-9 W van Australië: 13-5 |

| Groep B |                  |             |             |             |             |        |        |        |        |
| #       | Land             | Wedstrijden | Wedstrijden | Wedstrijden | Wedstrijden | Punten | Punten | Punten | Punten |
| #       | Land             | G           | W           | G           | V           | V      | T      | Saldo  | Punten |
| 1       | Verenigde Staten | 5           | 4           | 0           | 1           | 56     | 40     | +16    | 8      |
| 2       | Joegoslavië      | 5           | 4           | 0           | 1           | 60     | 38     | +22    | 8      |
| 3       | Spanje           | 5           | 3           | 1           | 1           | 48     | 38     | +10    | 7      |
| 4       | Hongarije        | 5           | 2           | 1           | 2           | 50     | 43     | +7     | 5      |
| 5       | Griekenland      | 5           | 1           | 0           | 4           | 45     | 66     | -21    | 2      |
| 6       | China            | 5           | 0           | 0           | 5           | 34     | 68     | -34    | 0      |

| Ronde        | Datum | Plaats    | Land  | Score            | Land |
| ------------ | ----- | --------- | ----- | ---------------- | ---- |
| Groepsfase   |       |           |       |                  |      |
| 21 september | Seoel | Hongarije | 12-10 | Griekenland      |      |
| 22 september | Seoel | Hongarije | 9-10  | Joegoslavië      |      |
| 23 september | Seoel | Hongarije | 6-6   | Spanje           |      |
| 26 september | Seoel | Hongarije | 14-7  | China            |      |
| 27 september | Seoel | Hongarije | 9-10  | Verenigde Staten |      |

| Groep 5-8ste plaats |           |             |             |             |             |        |        |        |        |
| #                   | Land      | Wedstrijden | Wedstrijden | Wedstrijden | Wedstrijden | Punten | Punten | Punten | Punten |
| #                   | Land      | G           | W           | G           | V           | V      | T      | Saldo  | Punten |
| 1                   | Hongarije | 3           | 1           | 2           | 0           | 28     | 20     | +8     | 4      |
| 2                   | Spanje    | 3           | 1           | 1           | 1           | 24     | 23     | +1     | 3      |
| 3                   | Italië    | 3           | 1           | 1           | 1           | 25     | 25     | 0      | 3      |
| 4                   | Australië | 3           | 1           | 0           | 2           | 18     | 27     | -9     | 2      |

| Ronde        | Datum | Plaats    | Land | Score     | Land |
| ------------ | ----- | --------- | ---- | --------- | ---- |
| Groepsfase   |       |           |      |           |      |
| 30 september | Seoel | Italië    | 9-9  | Hongarije |      |
| 1 oktober    | Seoel | Australië | 5-13 | Hongarije |      |

### Wielersport
| Olympiër       | Discipline                    | Resultaat | Prestatie                                                  |
| Baan           | Baan                          | Baan      | Baan                                                       |
| -------------- | ----------------------------- | --------- | ---------------------------------------------------------- |
| Miklós Somogyi | puntenkoers (m)               | 10e       | serie 1: 4de met 12 punten finale: 10de met 13 punten      |
| Miklós Somogyi | individuele achtervolging (m) | 9e        | kwalificatie: 15de in 4.49,38 2de ronde: V van URS Oemaras |

### Worstelen
| Olympiër         | Discipline  | Resultaat   | Prestatie |
| Vrije stijl      | Vrije stijl | Vrije stijl | Vrije stijl |
| ---------------- | ----------- | ----------- | --- |
| László Bíró      | -52kg (m)   | 4e          | groep B: 2de W van PHI Tirante W van IND Singh W van VIE Huong W van FRG Tutsch W van KOR Kim V van JPN Sato bronzen finale: V van URS Toguzov            |
| Béla Nagy        | -57kg (m)   | 6e          | groep A: 3de W van IND Kumar W van TCH Schwendtner W van USA Davis W van CAN Holmes V van TUR Ak V van URS Beloglazov 5-6de plek: V van BUL Ivanov        |
| József Orbán     | -62kg (m)   | 23e         | groep A: 12de V van USA Smith V van JPN Sakae |
| Attila Podolszki | -68kg (m)   | 19e         | groep B: 10de V van USA Carr V van TUR Şeker |
| János Nagy       | -74kg (m)   | 17e         | groep B: 9de W van MEX Jessel V van KOR Yoon V van USA Monday                                                                                             |
| László Dvorák    | -82kg (m)   | 23e         | groep B: 12de V van TUR Gençalp V van GDR Gstöttner |
| Gábor Tóth       | -90kg (m)   | 4e          | groep A: 2de W van IND Verma V van USA Scherr W van GBR English W van PAK Maruwala W van GRE Deskoulidi W van JPN Ota bronzen finale: V van KOR Kim       |
| István Robotka   | -100kg (m)  | 9e          | groep B: 5de V van GBR Loban W van ASA Sione W van MTN Sar V van ROU Puşcaşu                                                                              |
| László Klauz     | -130kg (m)  | 4e          | groep B: 2de W van TCH Luberda W van BUL Atanassov W van JPN Obata V van URS Gobejishvili bronzen finale: V van GDR Schröder                              |
| Grieks-Romeins   |             |             | |
| József Faragó    | -48kg (m)   | 11e         | groep B: 6de V van KOR Goun V van POL Głąb |
| Csaba Vadász     | -52kg (m)   | 11e         | groep B: 6de V van POL Kierpacz W van KEN Elimu V van NOR Rønningen                                                                                       |
| András Sike      | -57kg (m)   | Goud        | groep A: 1ste W van JPN Nakadome W van CHN Yang W van FRG Yildiz W van IRQ Salah finale: W van BUL Balov                                                  |
| Jenő Bódi        | -62kg (m)   | 4e          | groep B: 2de V van BUL Vangelov W van JPN Nishiguchi W van SUI Dietsche W van FRG Behl bronzen finale: V van KOR An                                       |
| Attila Repka     | -68kg (m)   | 8e          | groep B: 4de V van POL Kopański W van BUL Karamanliev W van TUR Koçak V van ROU Cărare 7-8ste plek: V van NOR Brekke                                      |
| János Takács     | -74kg (m)   | 4e          | groep B: 2de W van TCH Zeman W van MAR Tahir V van SWE Tallroth W van FRA Mischler V van URS Turlykhanov bronzen finale: V van POL Tracz                  |
| Tibor Komáromi   | -82kg (m)   | Zilver      | groep A: 1ste W van FRG Gössner W van TCH Frinta W van EGY Hussein W van BUL Stoykov W van SWE Fredriksson W van NOR Kleven finale: V van URS Mamiashvili |
| Sándor Major     | -90kg (m)   | 9e          | groep B: 5de W van KOR Um V van FIN Koskela W van GDR Koschnitzke V van URS Popov                                                                         |
| Tamás Gáspár     | -100kg (m)  | 8e          | groep B: 4de W van BRA Spiess W van BUL Georgiev V van FRG Himmel 7-8ste plek: V van URS Gedekhauri                                                       |
| László Klauz     | -130kg (m)  | 5e          | groep A: 3de W van FRG Gerdsmeier V van URS Karelin W van USA Koslowski V van SWE Johansson 5-6de plek: W van JPN Deguchi                                 |

### Zeilen
| Olympiër                       | Discipline | Resultaat | Prestatie                             |
| ------------------------------ | ---------- | --------- | ------------------------------------- |
| Antal Szekely                  | finn (m)   | 18e       | 123,0 punten: (12-20-15-13-18-18-11)  |
| Gyula Nyari Zoltan Zsolt Nyari | 470 (m)    | 23e       | 151,0 punten: (DSQ-23-24-5-12-22-DNF) |

### Zwemmen
| Olympiër                                                        | Discipline            | Resultaat | Prestatie                                                  |
| --------------------------------------------------------------- | --------------------- | --------- | ---------------------------------------------------------- |
| Mihály Richárd Bodor                                            | 100m vrije slag (m)   | 42e       | serie 8: 8ste in 52,77                                     |
| Norbert Ágh                                                     | 200m vrije slag (m)   | 37e       | serie 8: 8ste in 1.54,72                                   |
| Zoltán Szilágyi                                                 | 200m vrije slag (m)   | 34e       | serie 5: 8ste in 1.53,75                                   |
| Valter Kalaus                                                   | 400m vrije slag (m)   | 10e       | serie 5: 4de in 3.53,44 finale B: 2de in 3.53,24           |
| Zoltán Szilágyi                                                 | 400m vrije slag (m)   | 16e       | serie 6: 7de in 3.56,29 finale B: 8ste in 3.56,00          |
| Norbert Ágh                                                     | 1500m vrije slag (m)  | 28e       | serie 2: 5de in 15.52,80                                   |
| Valter Kalaus                                                   | 1500m vrije slag (m)  | 15e       | serie 2: 1ste in 15.23,01                                  |
| Tamás Deutsch                                                   | 100m rugslag (m)      | 28e       | serie 4: 5de in 58,65                                      |
| Tamás Darnyi                                                    | 200m rugslag (m)      | DSQ       | serie 5: gediskwalificeerd                                 |
| Tamás Deutsch                                                   | 200m rugslag (m)      | 14e       | serie 6: 5de in 2.03,17 finale B: 6de in 2.04,42           |
| Tamás Debnár                                                    | 100m schoolslag (m)   | 5e        | serie 7: 4de in 1.03,08 finale: 5de in 1.02,50             |
| Károly Güttler                                                  | 100m schoolslag (m)   | Zilver    | serie 8: 2de in 1.02,80 finale: 2de in 1.02,05             |
| József Szabó                                                    | 200m schoolslag (m)   | Goud      | serie 6: 2de in 2.14,97 finale: 1ste in 2.13,52            |
| Péter Szabó                                                     | 200m schoolslag (m)   | 8e        | serie 7: 2de in 2.17,10 finale: 8ste in 2.17,12            |
| Tamás Darnyi                                                    | 200m wisselslag (m)   | Goud      | serie 6: 1ste in 2.02,15 finale: 1ste in 2.00,17 (WR)      |
| József Szabó                                                    | 200m wisselslag (m)   | 23e       | serie 7: 8ste in 2.09,08                                   |
| Tamás Darnyi                                                    | 400m wisselslag (m)   | Goud      | serie 6: 1ste in 4.16,55 (OR) finale: 1ste in 4.14,75 (WR) |
| József Szabó                                                    | 400m wisselslag (m)   | 4e        | serie 4: 2de in 4.20,85 finale: 4de in 4.18,15             |
| Tamás Deutsch Károly Güttler Valter Kalaus Mihály-Richard Bodór | 4x100m wisselslag (m) | 16e       | serie 2: 5de in 3.52,24                                    |
|                                                                 |                       |           |                                                            |
| Judit Csabai                                                    | 400m vrije slag (v)   | 29e       | serie 2: 8ste in 4.25,52                                   |
| Judit Csabai                                                    | 800m vrije slag (v)   | 23e       | serie 3: 7de in 8.56,37                                    |
| Krisztina Egerszegi                                             | 100m rugslag (v)      | Zilver    | serie 5: 2de in 1.02,09 finale: 2de in 1.01,56             |
| Krisztina Egerszegi                                             | 200m rugslag (v)      | Goud      | serie 4: 1ste in 2.11,01 finale: 1ste in 2.09,29 (OR)      |
| Gabriella Csépe                                                 | 100m schoolslag (v)   | 14e       | serie 6: 5de in 1.11,10 finale B: 6de in 1.11,24           |

Afghanistan · Algerije · Amerikaanse Maagdeneilanden · Amerikaans-Samoa · Andorra · Angola · Antigua en Barbuda · Argentinië · Aruba · Australië · Bahama’s · Bahrein · Bangladesh · Barbados · België · Belize · Benin · Bermuda · Bhutan · Birma · Bolivia · Bondsrepubliek Duitsland · Botswana · Brazilië · Britse Maagdeneilanden · Brunei · Bulgarije · Burkina Faso · Canada · Centraal-Afrikaanse Republiek · Chili · China · Chinees Taipei · Colombia · Congo-Brazzaville · Cookeilanden · Costa Rica · Cyprus · Denemarken · Djibouti · Dominicaanse Republiek · Duitse Democratische Republiek · Ecuador · Egypte · El Salvador · Equatoriaal-Guinea · Fiji · Filipijnen · Finland · Frankrijk · Gabon · Gambia · Ghana · Grenada · Griekenland · Groot-Brittannië · Guam · Guatemala · Guinee · Guyana · Haïti · Honduras · Hongarije · Hongkong · Ierland · IJsland · India · Indonesië · Irak · Iran · Israël · Italië · Ivoorkust · Jamaica · Japan · Joegoslavië · Jordanië · Kaaimaneilanden · Kameroen · Kenia · Koeweit · Laos · Lesotho · Libanon · Liberia · Libië · Liechtenstein · Luxemburg · Malawi · Malediven · Maleisië · Mali · Malta · Marokko · Mauritanië · Mauritius · Mexico · Monaco · Mongolië · Mozambique · Nederland · Nederlandse Antillen · Nepal · Nieuw-Zeeland · Niger · Nigeria · Noord-Jemen · Noorwegen · Oeganda · Oman · Oostenrijk · Pakistan · Panama · Papoea-Nieuw-Guinea · Paraguay · Peru · Polen · Portugal · Puerto Rico · Qatar · Roemenië · Rwanda · Saint Vincent en de Grenadines · Salomonseilanden · Samoa · San Marino · Saoedi-Arabië · Senegal · Sierra Leone · Singapore · Soedan · Somalië · Sovjet-Unie · Spanje · Sri Lanka · Suriname · Swaziland · Syrië · Tanzania · Thailand · Togo · Tonga · Trinidad en Tobago · Tsjaad · Tsjecho-Slowakije · Tunesië · Turkije · Uruguay · Vanuatu · Venezuela · Verenigde Arabische Emiraten · Verenigde Staten · Vietnam · Zaïre · Zambia · Zimbabwe · Zuid-Jemen · Zuid-Korea · Zweden · Zwitserland